# Uru: Ages Beyond Myst
Pour les articles homonymes, voir Uru.
Uru: Ages Beyond Myst est un jeu vidéo d'aventure développé par Cyan Worlds et édité par Ubisoft sur Windows. Il s'agit d'un jeu dérivé de la série Myst.
Le jeu était initialement prévu pour être multijoueur, mais seul le mode solo fut intégré à la sortie initiale avant d'être complété par deux extensions : To D'Ni et The Path of the Shell.
Contrairement aux autres jeux de la série précédemment sortis, le joueur contrôle un avatar en vue à la troisième personne. Il doit explorer différents mondes nommés « Âges » pour reconstituer l'histoire d'une civilisation disparue : les D'nis.
Le jeu a été favorablement accueilli par la presse et a eu une suite, Myst Online: Uru Live.

## Histoire
Uru: Ages Beyond Myst prend place de nombreuses années après les événements de Myst IV: Revelation. Contrairement aux autres épisodes de Myst, l'histoire d'Uru mêle fiction et événements du monde réel.
Dans les années 1980, des archéologues ont trouvé une entrée vers une vaste caverne souterraine près d'un volcan au Nouveau-Mexique. Le réseau de tunnels découvert mène aux ruines d'une ville antique construite par l'énigmatique civilisation D'ni. Les Dn'i avait une pratique ancestrale appelée « l'Art ». En écrivant la description d'un autre monde, les D'ni créaient des « livres de liaison » qui servaient de portail permettant de se transporter vers ces mondes. Ces mondes sont connus sont le noms « d'Âges ». Il y a plus de 200 ans, après une rencontre avec un humain, toute la civilisation a disparu.
Dans l'histoire fictionnelle d'Uru, le jeu vidéo Myst a été créé par des archéologues ayant approché Cyan Worlds pour leur proposer de produire un jeu afin d'éduquer le grand public sur la civilisation de D'ni. De nos jours, un groupe connu sous le nom de Conseil de Restauration D'ni (DRC ou  D'ni Restoration Council) rouvre un passage vers la cité D'ni et a pour projet de la restaurer.
Le joueur commence l'aventure d'Uru près de la fissure rocheuse menant à la cité D'ni. Un homme qui se présente sous le nom de Zandi l'accueille et l'invite à rejoindre l'exploration de la ville. Le joueur rencontre ensuite l'hologramme d'une femme, Yeesha, qui lui raconte l'histoire des D'ni et demande de l'aide pour redonner vie à la civilisation.

## Système de jeu

Chiffres D'ni.

Uru est un jeu d'aventure composé de nombreuses énigmes situées dans différents Âges. Contrairement aux autres jeux de la série, le jeu propose une vue à la troisième personne. Le joueur peut cependant basculer à tout moment en vue à la première personne pour examiner des éléments du décor, des objets ou des indices. Il n'y a pas de système d'inventaire comme dans d'autres jeux du genre, toutes les énigmes doivent être résolues sur place. L'interface est minimaliste et se résume souvent au curseur de la souris.
Le joueur crée son avatar au début du jeu. Il reçoit ensuite un livre de liaison qui lui permet de rejoindre son Âge personnel appelé Relto. Le but du jeu est d'explorer et de restaurer le pouvoir des autres Âges, un autre objectif étant de trouver des tapisseries réparties dans les niveaux. Ces tapisseries font également office de points de sauvegarde. Comme dans les autres jeux de la série, le personnage incarné par le joueur ne peut pas mourir. Ici, s'il tombe d'une falaise par exemple, il est renvoyé à Relto. L'Âge personnel est une plate-forme dont la bibliothèque permet d'accéder aux différents Âge d'Uru. Le joueur peut également y retrouver la personnalisation de l'avatar et des informations sur le jeu.
Au fil du jeu, le joueur découvre des indices sur les D'ni et le groupe archéologique effectuant des recherches sur eux. Des aspects de la civilisation D'ni comme la structure sociale, le mariage ou la création des Âges ont une importance dans la progression du joueur. Le joueur peut également collecter des pages de Relto qui lui permettent de personnaliser son Âge personnel avec des décorations.
Uru devait initialement comporter une composante multijoueur en ligne. Celle-ci aurait demandé aux joueurs de coopérer pour résoudre les énigmes et franchir les obstacles. Elle aurait intégré un système de messagerie instantanée. Elle a été annulée mais a continué à être développée pour les extensions et la suite du jeu.

## Accueil
Uru: Ages Beyond Myst a reçu des appréciations globalement favorables de la presse spécialisée atteignant les scores de 76,19 % et 79 % sur les agrégateurs de critiques Game Rankings et Metacritic,.
Les graphismes et la musique furent particulièrement loués,. Plusieurs publications apprécièrent le contraste qu'offrait Uru par rapport aux autres jeux contemporains, jugés violents,,.

## Postérité

### Extensions
Uru: Ages Beyond Myst aurait dû être complété par une composante multijoueur en ligne fondée sur la coopération. Intitulée Uru Live, elle fut annulée par Ubisoft. Cyan Worlds annonça alors que des extensions ajouteraient du nouveau contenu.
Uru: To D'ni, contenu gratuit, ajouta le contenu en ligne prévu pour Uru Live et se focalisait sur le passé des D'ni.
Uru: The Path of the Shell étendit l'histoire d'Uru dans les temps présents, ajoutant plusieurs Âges inédits. Cette extension était payante et a été vendue au format boîte.
Les deux extensions furent compilées et vendues sous le titre Uru: The Complete Chronicles.

### Uru Live
La composante multijoueur telle qu'envisagée à l'origine est sortie en 2007 sous le titre Myst Online: Uru Live à la suite d'un partenariat entre GameTap et Cyan Worlds. En 2010, elle devint gratuite puis, en 2011 fut rendue open source.